# Winterblätter
Die Winterblätter (Shortia) sind eine Pflanzengattung aus der Familie der Diapensiaceae. Sie umfasst nur sechs Arten, davon sind fünf in Ostasien beheimatet. Der Gattungsname ehrt den amerikanischen Arzt und Botaniker Charles Wilkins Short (1794–1863).

## Beschreibung
Winterblätter sind niedrig wachsende, ausdauernde krautige Pflanzen, die dichte Horste oder Teppiche bilden und sich vegetativ durch ihre Rhizome vermehren, ihre Blätter sind langgestielt.
Die nickenden Blüten stehen einzeln oder in Trauben, Tragblätter am Blütenstiel sind vorhanden. Die Kronblätter sind verwachsen, ihre Lappen wellenartig bis gekerbt. Die stark einwärts gebogenen Staubblätter haben zwei Theken, nah dem Ansatz der Kronblätter setzen die Staminodien an. Der Griffel ist lang und fadenförmig.

## Verbreitung
Neben den fünf Arten im östlichen Asien findet sich eine weitere Art im östlichen Nordamerika (Shortia galacifolia).

## Systematik und Botanische Geschichte

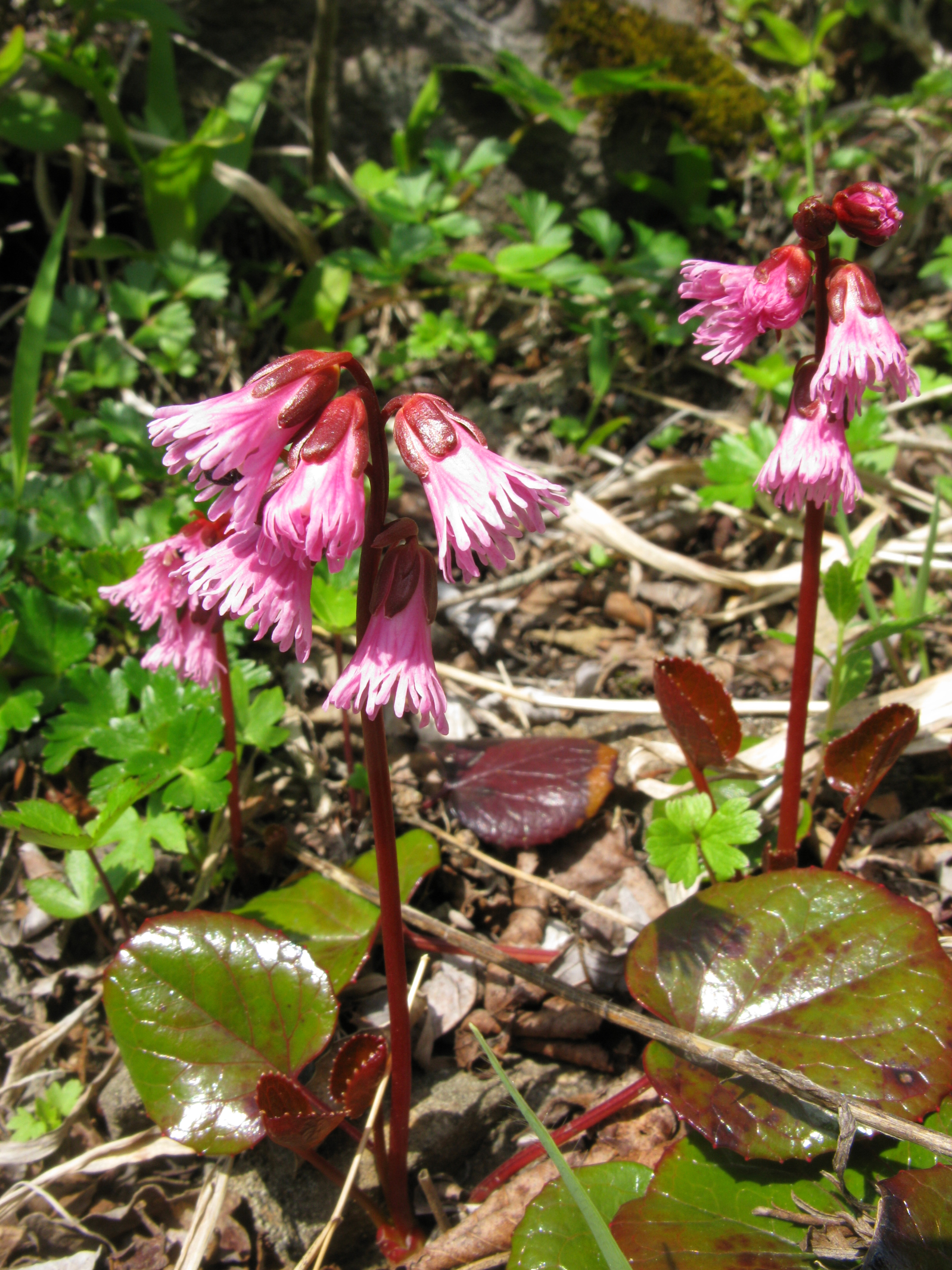
Alpenglöckchenähnliches Winterblatt (Shortia soldanelloides)

Die Gattung wurde 1842 von John Torrey und Asa Gray erstbeschrieben. Da bereits zwei Jahre zuvor Constantine S. Rafinesque-Schmaltz den Namen für eine Gattung innerhalb der Kreuzblütengewächse gebraucht hatte, wurde der Name im ICBN konserviert (nom. cons.). Unter den sechs Arten finden sich:
- Galaxblättriges Winterblatt (Shortia galacifolia Torr. & A. Gray); es kommt nur in Georgia, South Carolina, North Carolina und Tennessee vor.[3]
- Shortia rotundifolia (Maxim.) Makino; sie kommt in Taiwan in Höhenlagen von 1000 bis 3000 Metern und in Japan auf den Ryūkyū-Inseln vor.[4]
- Shortia sinensis Hemsl.; sie kommt nur im südöstlichen Yunnan in Höhenlagen von 1000 bis 2000 Metern vor.[4]
- Alpenglöckchenähnliches Winterblatt (Shortia soldanelloides (Siebold & Zucc.) Makino, Syn.: Schizocodon soldanelloides Siebold & Zucc.); es kommt nur in Japan vor.[3]
- Einblütiges Winterblatt (Shortia uniflora Maxim.); es kommt nur in Japan (Honshu) vor.[3]